# Frank Capra
Frank Capra (Francesco Rosario Capra: Bisacquino, Sicilia; 18 de mayo de 1897 - La Quinta, California; 3 de septiembre de 1991) fue un director de cine ítalo-estadounidense ganador de tres premios Óscar. Es autor de algunas películas muy populares de los años 1930 y 1940, como los clásicos ¡Qué bello es vivir! y Mr. Smith Goes to Washington, entre otras.

## Primeros años
Nacido con el nombre de Francesco Rosario Capra en Bisacquino, Sicilia, Capra emigró a los Estados Unidos a la edad de seis años (1903) con su padre Salvatore, su madre Rosaria Nicolosi y sus hermanos Giuseppa, Giuseppe y Antonia. En California se reúnen con Benedetto Capra, (el hermano mayor) y se asientan en Los Ángeles, donde Frank Capra cursó estudios en el Instituto Tecnológico de California (conocido entonces como el Throop Institute) obteniendo el grado de ingeniero químico. El 18 de octubre de 1918, se enroló, tras su graduación, en el ejército estadounidense como profesor, siendo licenciado el 13 de diciembre de 1920 al contraer la gripe de 1918. Ese año obtuvo la ciudadanía estadounidense.

## Carrera
Al igual que otros directores de los años 1930 y 1940, Capra comenzó su carrera en el cine mudo, destacando como director y guionista de comedias protagonizadas por Harry Langdon y sus chicos. En 1930 Capra fue a trabajar para Mack Sennett y se trasladó a Columbia Pictures donde colaboró estrechamente con el guionista Robert Riskin (marido de Fay Wray) y el cámara Joseph Walker. En 1940, Sidney Buchman substituye a Riskin.

### Época dorada
Tras los Premios de la Academia (Óscar) a mejor director y mejor película por It Happened One Night, en 1934, que también ganó los galardones para el mejor actor y actriz (Clark Gable y Claudette Colbert), Capra dirigió una serie de películas para Columbia de corte espiritual y humanitario. La más conocido es Mr. Deeds Goes to Town, las originales Lost Horizon, You Can't Take It With You y Mr. Smith Goes to Washington. Estuvo durante diez años sin dirigir otras comedias hasta la clásica Arsenic and Old Lace. Entre los actores que obtuvieron su éxito gracias a Capra están Barbara Stanwyck, James Stewart, Gary Cooper y Jean Arthur.
Las películas de Capra disfrutaron de un importante éxito en los premios de la academia. It Happened One Night fue la primera película que ganó los cinco Óscar más importantes (a la mejor película, al mejor director, al mejor actor, a la mejor actriz y al mejor guion adaptado). En 1936, Capra gana su segundo Óscar a la mejor dirección por Mr. Deeds Goes to Town y en 1938 gana el tercero por You Can't Take It With You con el que ganó también el Óscar a la mejor película.

### Documentalista de guerra
Entre 1942 y 1948, produjo la película State of the Union, y dirigió o codirigió ocho documentales de guerra incluyendo Prelude to War (1942), The Nazis Strike (1942), The Battle of Britain (1943), Divide and Conquer (1943), Know Your Enemy Japan (1945), Tunisian Victory (1945) y Two Down and One to Go (1945). Su serie documental Why We Fight, que también ganó el premio de la Academia, es considerada una obra maestra de la propaganda de guerra. Capra se puso como meta convencer a un país para entrar en guerra, motivar a las tropas y obtener la alianza de la URSS, entre otras cuestiones de crucial importancia.

### ¡Qué bello es vivir!
¡Qué bello es vivir! (1946) es quizás la película más conocida de Capra. A pesar de no ser muy bien considerada por algunos sectores, fue nominada para cinco Óscar, incluidos el de mejor director y mejor fotografía.
La película ha renacido gracias a la televisión, donde se ha convertido en un clásico de las Navidades en muchos países. Al expirar el copyright de la película, ésta pasó a ser de dominio público y las emisoras de televisión vieron que podían emitirla sin pagar royalties. Con este nuevo medio de comunicación, ¡Qué bello es vivir! ha quedado como una tradición navideña más.
A pesar de que el copyright del filme había expirado, estaba todavía protegido en virtud de haber sido realizado basándose en otro material que sí estaba protegido, como el guion, la música, etc. la impugnación de la Corte Suprema de los Estados Unidos impidió su reemisión y en la actualidad solo puede verse en unas pocas cadenas, como la NBC.
El American Film Institute la considera como una de las mejores películas de la historia, estando en la undécima posición de la AFI's 100 años... 100 películas, una lista de los mejores filmes estadounidenses, y en la vigésima  en la lista actualizada 10 años después.

### Última película
La última película de Capra fue Pocketful of Miracles, de 1961, con Glenn Ford y Bette Davis. Capra habría querido hacer una película de ciencia ficción más adelante, pero no consiguió que superara la etapa de preproducción. Algunos de los últimos trabajos del director consistieron en la producción de series científicas para la televisión.
En 1982 fue homenajeado por el American Film Institute por su obra.

## Muerte
Frank Capra murió en La Quinta (California) de un ataque al corazón mientras dormía, a la edad de 94 años. Fue enterrado en el cementerio de Coachella (California).
Su hijo, Frank Capra, Jr. —uno de los tres hijos frutos del matrimonio con su segunda esposa, Lou Capra— es presidente de Screen Gems, en Wilmington, Carolina del Norte. El nieto de Frank Capra es Frank Capra III.

## Legado
Durante la época dorada de Hollywood, las "fantasías de buena voluntad" de Capra lo convirtieron en uno de los dos o tres directores más famosos y exitosos del mundo. El historiador de cine Ian Freer señala que en el momento de su muerte, en 1991, su legado seguía intacto:

Había creado entretenimientos para sentirse bien antes de que se inventara la frase, y su influencia en la cultura -desde Steven Spielberg a David Lynch, y desde las telenovelas a los sentimientos de las tarjetas de felicitación- es simplemente demasiado grande para calcularla.

El director/actor John Cassavetes contemplando la contribución de Capra al cine bromeó: "Tal vez no existía realmente una América, sólo estaba Frank Capra" Las películas de Capra eran sus cartas de amor a una América idealizada, un paisaje cinematográfico de su propia invención. Las interpretaciones que hacían sus actores eran retratos invariables de personalidades convertidas en imágenes reconocibles de la cultura popular, "su actuación tiene la audaz sencillez de un icono ..."
Al igual que su contemporáneo, el director John Ford, Capra definió y engrandeció los tropos de la América mítica donde el valor individual triunfa invariablemente sobre el mal colectivo. El historiador de cine Richard Griffith habla de la "... confianza en la conversación sentimental y en la benevolencia final de la América ordinaria para resolver todos los conflictos profundos." La "América ordinaria" se visualiza como "... una calle arbolada, casas de armazón poco distinguidas rodeadas de modestas zonas de césped, unos pocos automóviles. Para ciertos propósitos, se asume que todos los verdaderos estadounidenses viven en pueblos como este, y tan grande es el poder del mito, que incluso el habitante de la ciudad nacido es probable que crea vagamente que él también vive en esta calle sombreada, o viene de ella, o va a hacerlo"."
El profesor de la NYU Leonard Quart escribe:

No habría conflictos duraderos: la armonía, por muy artificiosa y especiosa que fuera, acabaría triunfando en el último fotograma . Al más puro estilo de Hollywood, ninguna película de Capra sugeriría que el cambio social es un acto complejo y doloroso. Para Capra, habría dolor y pérdida, pero no se permitiría que la sensación de tragedia perdurara en su mundo fabulista.

Aunque la estatura de Capra como director había declinado en la década de 1950, sus películas experimentaron un resurgimiento en la década de 1960:

Diez años después, estaba claro que esta tendencia se había invertido. Los críticos postauteurista volvieron a aclamar a Capra como un maestro del cine y, lo que es más sorprendente, los jóvenes llenaron los festivales y reposiciones de Capra en todo Estados Unidos.

El historiador de cine francés John Raeburn, editor de Cahiers du cinéma, señaló que las películas de Capra eran desconocidas en Francia, pero allí también sus películas fueron descubiertas de nuevo por el público. Cree que la razón de su renovada popularidad tenía que ver con sus temas, que hacía creíble "una concepción ideal de un carácter nacional americano":

Hay una fuerte vena libertaria en las películas de Capra, una desconfianza hacia el poder dondequiera que se produzca y en quienquiera que se invierta. Sus héroes no se interesan por la riqueza y se caracterizan por un vigoroso ... individualismo, un entusiasmo por la experiencia y un agudo sentido de la justicia política y social. ... Los héroes de Capra, en definitiva, son tipos ideales, creados a imagen de un poderoso mito nacional.

En 1982, el American Film Institute honró a Capra otorgándole su AFI Life Achievement Award. El evento se utilizó para crear la película para televisión The American Film Institute Salute to Frank Capra, presentada por James Stewart. En 1986, Capra recibió la Medalla Nacional de las Artes (National Medal of Arts). Durante su discurso de aceptación del premio AFI, Capra destacó sus valores más importantes:

El arte de Frank Capra es muy, muy simple: es el amor de la gente. Agregue dos ideales simples a este amor por las personas: la libertad de cada individuo y la igual importancia de cada individuo, y tendrá el principio en el que basé todas mis películas.

Capra amplió sus visiones en su autobiografía de 1971, The Name Above the Title:

Olvidados entre los gritos y gritos estaban los trabajadores que llegaban a casa demasiado cansados para gritar o manifestarse en las calles ... y rezaban para tener suficiente para mantener a sus hijos en la universidad, a pesar de saber que algunos eran fumadores de marihuana, parásitos que odian a los padres.

¿Quién haría películas sobre y para estas ruedas que no se quejan ni chirrían que engrasan lo que chirría?, yo no. Mi Hollywood de "un hombre, una película" había dejado de existir. Los actores lo habían convertido en ganancias de capital. Y, sin embargo, la humanidad necesitaba dramatizaciones de la verdad de que el hombre es esencialmente bueno, un átomo vivo de divinidad; que la compasión por los demás, amigos o enemigos, es la más noble de todas las virtudes. Hay que hacer cine para decir estas cosas, para contrarrestar la violencia y la mezquindad, para ganar tiempo para desmovilizar los odios.

## La biografía escrita de Capra
En 1971, Capra publicó su autobiografía, The Name Above the Title. Sin entrar en detalles, ofrece un autorretrato de obligada lectura para la comprensión de esta figura del cine.
Capra fue también el sujeto de una biografía escrita en 1991 por Joseph McBride titulada Frank Capra: The Catastrophe of Success. McBride corrige muchas de las impresiones dejadas por Capra en su autobiografía.

## Filmografía
- 1922: Fultah Fisher´s Boarding House (Cortometraje) (La pensión de Fultah Fischer).
- 1926: The Strong Man (El hombre cañón).
- 1927: Long Pants (Sus primeros pantalones).
- 1927: For the Love of Mike (Los tres papás).
- 1928: That Certain Thing (Como se corta el jamón).
- 1928: So This Is Love (Abandonada).
- 1928: The Matinee Idol (El teatro de Minnie).
- 1928: The Way of the Strong.
- 1928: Say It with Sables.
- 1928: The Power of the Press (El poder de una lágrima).
- 1928: Submarine (Submarino).
- 1928: The Burglar.
- 1929: The Younger Generation (La nueva generación).
- 1929: The Donovan Affair (La sortija que mata).
- 1929: Flight (Águilas).
- 1930: Ladies of Leisure (Mujeres ligeras).
- 1930: Rain or Shine (Pasa el cielo).
- 1931: Dirigible.
- 1931: The Miracle Woman (La mujer milagrosa).
- 1931: Platinum Blonde (La jaula de oro).
- 1932: Forbidden (Amor prohibido).
- 1932: American Madness (La locura del dólar).
- 1933: The Bitter Tea of General Yen (La amargura del general Yen).
- 1933: Lady for a Day (Dama por un día).
- 1934: Broadway Bill (Estrictamente confidencial).
- 1934: It Happened One Night (Lo que sucedió aquella noche, Sucedió una noche)
- 1935: Opera Hat.
- 1936: Mr. Deeds Goes to Town (El secreto de vivir).
- 1937: Lost Horizon (Horizontes perdidos).
- 1938: You Can't Take It With You (Vive como quieras, Tómalo o déjalo).
- 1939: Mr. Smith Goes to Washington (Caballero sin espada, El señor Smith va al Senado).
- 1941: Meet John Doe (Juan Nadie, Y la cabalgata pasa).
- 1942: Why we fight Prelude to war
- 1944: Arsenic and Old Lace (Arsénico y encaje antiguo, Arsénico por compasión).
- 1944: Tunisian Victory.
- 1945: Know Your Enemy: Japan.
- 1945: Your Job In Germany.
- 1945: Two Down And One To Go.
- 1946: Qué bello es vivir.
- 1948: El estado de la Unión (State of the Union).
- 1950: Riding High (Así lo quiso la suerte).
- 1951: Here Comes the Groom (Aquí viene el novio).
- 1959: A Hole in the Head (Millonario de ilusiones, Un hombre sin suerte).
- 1961: Pocketful of Miracles (Milagro por un día, Un gángster para un milagro).

### Serie documentalWhy We Fight
1. 1943: Prelude to War.
2. 1943: The Nazis Strike.
3. 1943: Divide And Conquer.
4. 1943: The Battle Of Britain.
5. 1943: The Battle Of Rusia.
6. 1944: The Battle Of China.
7. 1945: War Comes To America.

## Premios y distinciones
Premios Óscar
| Año  | Categoría      | Película             | Resultado |
| ---- | -------------- | -------------------- | --------- |
| 1934 | Mejor Director | Dama por un día      | Nominado  |
| 1935 | Mejor Director | Sucedió una noche    | Ganador   |
| 1937 | Mejor Director | El secreto de vivir  | Ganador   |
| 1939 | Mejor Director | Vive como quieras    | Ganador   |
| 1940 | Mejor Director | Caballero sin espada | Nominado  |
| 1947 | Mejor Director | Qué bello es vivir   | Nominado  |

Festival Internacional de Cine de Venecia
| Año  | Categoría                     | Película                      | Resultado |
| ---- | ----------------------------- | ----------------------------- | --------- |
| 1936 | Mención especial              | El secreto de vivir           | Ganador   |
| 1982 | León de Oro a toda su carrera | León de Oro a toda su carrera | Ganador   |